# Стајнбак (Манитоба)
Стајнбак (енгл. Steinbach) је град у југоисточном делу канадске преријске провинције Манитоба у границама географско-статистичке регије Истман. Град је 2011. године имао преко 13.500 становника. Убраја се у најбрже растуће градске центре у Манитоби.
Прво насеље на месту данашњег Стајнбака основали су немачки и руски менонитски мисионари 1874. године, а име града потиче од немачке речи штајнбах која је означавала „каменити поток“. У граду је и данас видљив изразито јак културни утицај менонитске и немачке заједнице, а преко 50% популације су немачког порекла.
Стајнбак је седиште пољопривредне области и главни је привредни центар југозапада Манитобе.

## Географија
Стајнбак је смештен у најисточнијем делу канадске прерије, источно од тока Црвене реке, у равници богатој плодним земљиштем. Због нешто веће количине падавине у односу на остатак подручја, овај део прерије је природно обрастао високим травама.
Град је смештен између две притоке Црвене реке. На северу је река Сејни а на југу река Рат. Северно од града лежи језеро Винипег, југоисточно је Шумско језеро, а у близини је и парк природе Вајтшел.

## Историја
Подручје југоисточне Манитобе пре досељавања Европљана насељавала су номадска племена Оџибве (најбројнији је био народ Анишинабе) која су се бавили ловом и риболовом. Номадска племена су према уговору са енглеском краљицом од 3. августа 1871. била присиљена да се преселе у резервате, а њихову земљу населили су европски колонизатори.
Данашњи Стајнбак су 1874. основали немачки менонити који су се ту доселили из Русије, а име града преведено са доњонемачког дијалекта немачког језика значи „камени поток“. Већ следеће године отворена је и прва школа у граду, а 1877. саграђена је и прва ветрењача. Већ 1882. године у насељу је живело 28 немачких породица са 182 становника. До 1915. број становника се попео на 463. Дана 31. децембра 1946. насеље је добило статус општине. У граду је још 1912. отворена прва трговина аутомобила (у питању је била компанија Форд), а од тада нагло се развијају услуге шпедиције и малопродаје аутомобила тако да је Стајнбак убрзо постао познат као „град аутомобила“. Због константног раста броја становника Стајнбак је 10. октобра 1997. стекао статус града.

## Демографија
Према резултатима пописа становништва из 2011. у граду су живела 13.524 становника у укупно 5.243 домаћинства, што је за чак 22,2% више у односу на 11.066 житеља колико је регистровано приликом пописа 2006. године.
| 1996. | 2001. | 2006.  | 2011.  |
| ----- | ----- | ------ | ------ |
| 8.478 | 9.227 | 11.066 | 13.524 |

Године 2006. у граду је живело 11.066 становника, што је за 20% више у односу на попис из 2001. године. По броју становника Стајнбак је на петом месту у Манитоби.
Основу популације чине Немци, а чак 30% наводи немачки језик као свој матерњи језик.

## Привреда
Град је центар пољопривредно развијеног подручја, а у околини се налазе бројне свињогојске и живинарске фарме. Од пољопривредних култура највише се узгајају кукуруз, уљана репица, луцерка, соја, јечам, зоб и пшеница. Већина пољопривредних производа се прерађује у бројним мањим фабрикама у самом граду.
Град се економски веома брзо развија, а томе су допринеле и веома ниске порезне стопе у пољопривредној производњи.

## Занимљивости
У близини града се налази менонитско етно-село са ветрењачом и кућама из периода првих менонитских досељеника.